# Инга (приток Волги)
Инга (Белеутовка) — река в Калининском районе Тверской области России, правый приток Волги.
Исток — у деревни Полукарпово, устье — у деревни Новое Семёновское. Длина — 14 км, площадь водосборного бассейна — 57,2 км².

## Данные водного реестра
По данным государственного водного реестра России относится к Верхневолжскому бассейновому округу, водохозяйственный участок реки — Волга от города Тверь до Иваньковского гидроузла (Иваньковское водохранилище), речной подбассейн реки — бассейны притоков (Верхней) Волги до Рыбинского водохранилища. Речной бассейн реки — (Верхняя) Волга до Куйбышевского водохранилища (без бассейна Оки).
Код объекта в государственном водном реестре — 08010100712110000002442.